# Campionati del mondo Ultimate di atletica leggera
Il World Athletics Ultimate Championships (in inglese: World Athletics Ultimate Championship) è un imminente evento sportivo biennale internazionale di atletica leggera che si terrà da World Athletics. La prima edizione si terrà dall'11 al 13 settembre 2026.
L'edizione inaugurale dell'evento in tre serate avrà un montepremi di 10 milioni di dollari, con i vincitori che riceveranno 150.000 dollari, di gran lunga il premio in denaro più grande in questo sport, e si terrà a Budapest, Ungheria.

## Formato
Gli Ultimate Championships sono stati ideati da World Athletics per garantire che questo sport avesse un campionato globale per gli atleti d'élite verso la fine di ogni anno su pista. A differenza dei principali Campionati mondiali di atletica leggera o dei Giochi olimpici, ma simile alla finale della Diamond League, l'evento consiste solo di semifinali e finali dirette con un numero compreso tra 8 (per eventi sul campo e staffette) e 16 atleti (per eventi su pista individuali) invitati per evento , con inviti decisi dalla classifica mondiale, arricchita da campioni mondiali e olimpici.

## Edizioni
| Edizione | Anno | Ciità    | Nazione             | Data            | Luogo                                | Gare | Nazioni | Atleti |
| -------- | ---- | -------- | ------------------- | --------------- | ------------------------------------ | ---- | ------- | ------ |
| I        | 2026 | Budapest | Ungheria (bandiera) | 11-13 settembre | Centro nazionale di atletica leggera | tbd  | -       | -      |